# K.O. (Danna Paola)
K.O. (abbreviazione di Knockout) è il terzo album in studio della cantante messicana Danna Paola pubblicato il 13 gennaio 2021 dalla Universal Music Group.

## Tracce
1. Friend de semana (feat. Aitana e Luísa Sonza) – 3:29 (Danna Paola, Mango Nabalez, Pedro Malaver Turbay, Luísa Sonza, Aitana, Arthur Maruqes)
2. Contigo – 2:40 (Danna Paola, Saak)
3. No bailes sola (feat. Sebastián Yatra) – 3:01 (Danna Paola, Sebastián Yatra, Joel Figueroa, Mauricio Rengifo, Andrés Torres, Valeria Martinez)
4. TQ Y YA (Danna Paola, Alejandra Zeguér, Jorge Mestiza Torres, Miguel Romero Supiciche, Joel Figueroa)
5. Calla tú – 2:42 (One Path, Raul Gomez, Danna Paola)
6. Sola – 3:04 (Danna Paola, Ale Alberti, Dani Blau, Macgregor Leo, Joel Figueroa)
7. Amor ordinario – 3:10 (Danna Paola, Raquel Sofía, Stefano Vieni)
8. Bajo cero – 3:35 (Danna Paola, Stefano Vieni, Valentina Lopez)
9. Justified – 3:08 (Danna Paola, Stefano Vieni, Ximena Munoz, Kathryn Guerra)
10. Me, Myself (Mika feat. Danna Paola) – 2:56 (Danna Paola, Mika)
11. T.A.C.O. – 3:01 (Danna Paola, Carola Rosas, Alexander Palmer)

## Classifiche
| Classifica (2021) | Posizione massima |
| ----------------- | ----------------- |
| Spagna            | 81                |